# Аннинская волость (Покровский уезд)
Аннинская волость — историческая административно-территориальная единица в составе Покровского уезда Владимирской губернии.

## История
За пол тысячелетия до образования Покровского уезда, середине XII — начале XIII веков территория принадлежала Ростово-Суздальскому княжеству.

## Населённые пункты
По данным на 1905 год из книги Список населённых мест Владимирской губернии в Аннинскую волость входили следующие населённые места:

Аннино Новое

Аннино Старое

Амутищи Новые (современное название Новые Омутищи)

Амутищи Старые (современное название Старые Омутищи)

Багаевский погост

Борщевня

Горушки

Киберево

Крашенникова хутор

Крутец

Крутово (село)

Леоново

Петушки Новые (в настоящее время город Петушки)

Петушки Старые

Петушки (железнодорожная станция)

Сеньго-Лазоревка (в настоящее время не существует)

Сеньго-Озеро

Усанова завод

Урина завод

Филино, на некоторых картах Филина (в настоящее время поглащена городом Петушки)

## Волостное правление
Волостное правление располагалось в деревне Новое Аннино. 
По данным на 1900 год: волостной старшина — Ефим Павлович Иванов, писарь — Александр Павлович Прохоров.
По данным на 1910 год: волостной старшина — Михаил Юдин, писарь — Николай Мелентьев

## Население
В 1890 году Аннинская волость Покровского уезда включает 13040 десятин крестьянской земли, 15 селений, 1118 крестьянских дворов (11 не крестьянских), 4952 душ обоего пола. 

## Промыслы
По данным на 1895 год жители волости занимались отхожими промыслами (плотники в основном в Москве) и местными промыслами (в деревнях Старые и Новые Петушки, Крутово занимались ткачеством (твин и карусет)).